# Мордрехт
Мордрехт (нід. Moordrecht, Нідерландською: [ˈmoːrdrɛxt] ( прослухати)) — місто в нідерландській провінції Південна Голландія. До початку 2010 року мало статус окремого муніципалітету, після чого увійшло до складу муніципалітету Зейдплас.

## Відомі уродженці
- Мемфіс Депай (1994) — нідерландський футболіст, нападник. Гравець збірної Нідерландів.

## Галерея

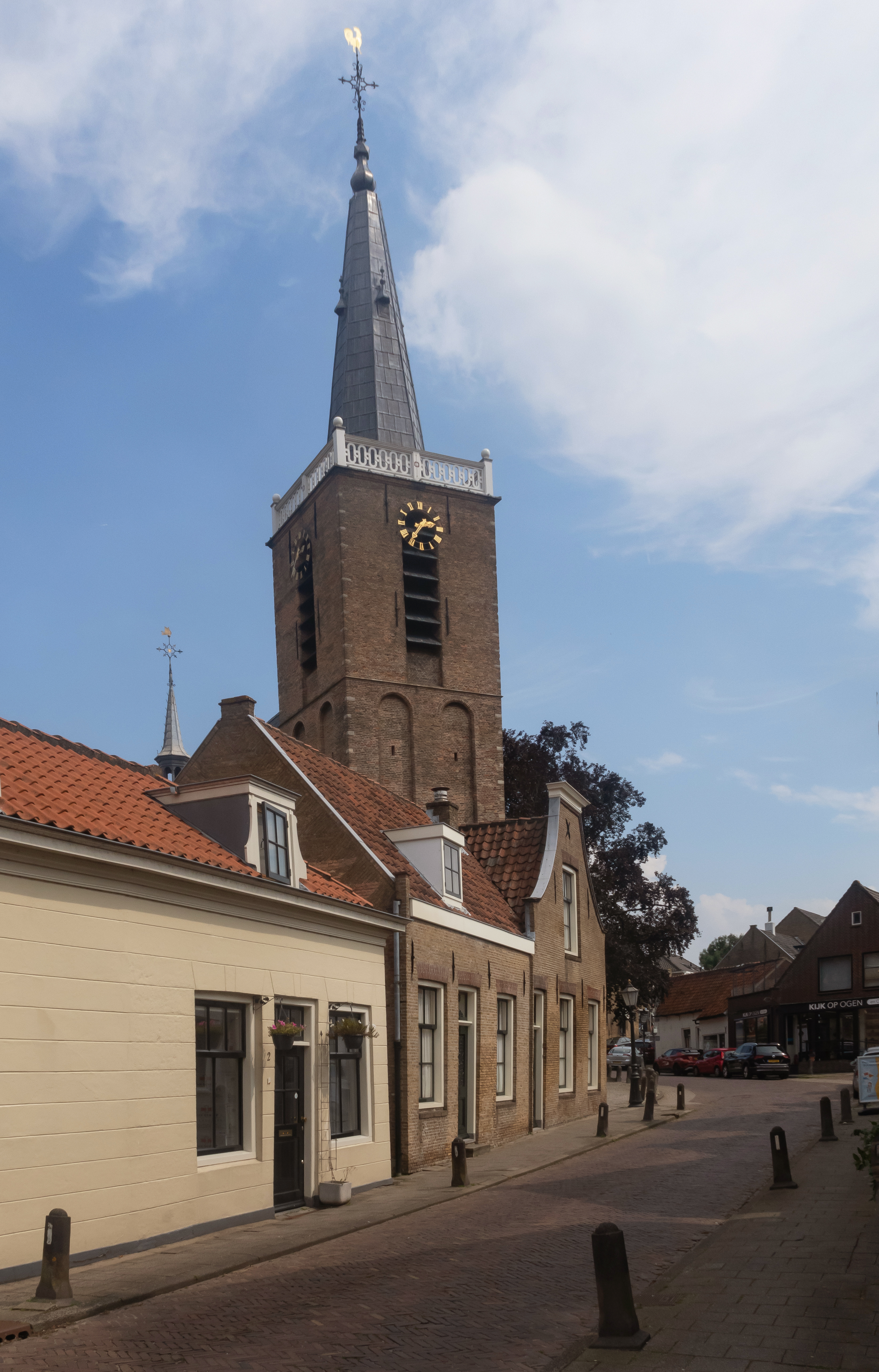
Реформистська церква у місті